# Valknut

Valknut como um nó de trevo

Valknut (em nórdico antigo, Valr "guerreiros mortos" e Knut "nó") é um símbolo religioso pertencente ao paganismo Nórdico e Germânico que consiste em três triângulos entrelaçados, também chamado de "Nó dos mortos" ou "Coração de Hrungnir" por aparecer em um mito ligado ao deus Þórr, com a morte do gigante Hrungnir. O Valknut tem como significado a morte e seus mistérios, sendo um símbolo de poder e magia, associado ao deus Odin, que desempenha um poder importante no ritual da morte, como mostrado na pedra de Hammars em Gotland. 
Segundo alguns pesquisadores voltados aos estudos acadêmicos escandinavos, esse simbolo religioso também pode significar a conexão  entre as deidades nórdicas, o cosmos e o destino humano, semelhante ao Herfjoturr, um tipo de magia onde o guerreiro por influência de Odin, não poderia se mexer durante a batalha, conhecido como paralisia de guerra. 
Hoje em dia o seu uso, é muito presente na religião Ásatrú, em que suas crenças se baseiam no paganismo nórdico. 

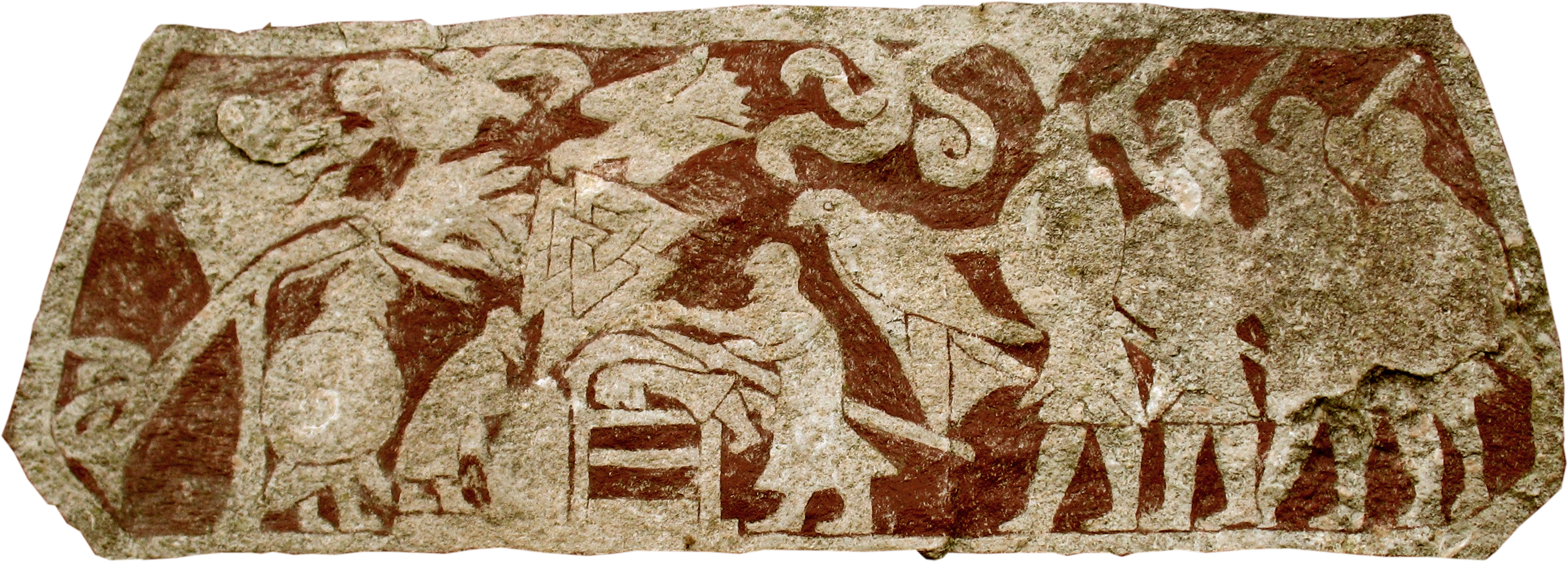
Pedra de Hammars,Gotland, séc. VIII